# Фалеева, Елена Александровна
Елена Александровна Фалеева — российская пловчиха с аквалангом.

## Карьера
Спортом занималась в красноярской ДЮСШОР «Спутник».
Двукратная чемпионка Европы. Бронзовый призёр чемпионата мира в плавании на 100 метров с аквалангом.
После окончания карьеры стала преподавателем Дворца водного спорта СибГАУ.